# Convento di Sant'Antonio Abate
Il convento di Sant'Antonio Abate è un ex convento che sorge a Cisterna di Latina e dedicato a sant'Antonio Abate. L'edificio fu fondato nel 1568 sui resti di una piccola chiesa medievale, fuori le mura del borgo rinascimentale di Cisterna. Sconsacrato nel XIX secolo, fu trasformato in un mulino. Negli anni settanta il mulino è stato chiuso.

## Storia
Il convento fu voluto dal duca di Cisterna, Bonifacio Caetani e fondato nel 1568, nell'ambito dei suoi piani di riqualificazione urbanistica della città pontina che aveva eletto a capitale dei possedimenti a scapito della più isolata Sermoneta. Il convento venne affidato all'ordine francescano dei frati minori riformati.
Nello stesso periodo la chiesa e il convento furono abbelliti con affreschi realizzati da Girolamo Siciolante da Sermoneta e dai fratelli Federico e Taddeo Zuccari.
Le scene affrescate raffiguravano scene tratte dal Vangelo (in particolare la conversione degli apostoli) o la vita di san Francesco d'Assisi. Dietro l'altare maggiore, si trovava una tela raffigurante la Vergine incoronata ritrovata nel 1992 nei sotterranei di palazzo Caetani a Roma. Il complesso comprendeva anche una cripta, impiegata per la sepoltura dei frati.
Sotto il complesso si stende inoltre una rete di grotte e cunicoli inesplorati, probabilmente simili a quelli che si trovano sotto il palazzo Caetani del centro storico di Cisterna e collegati con esso.

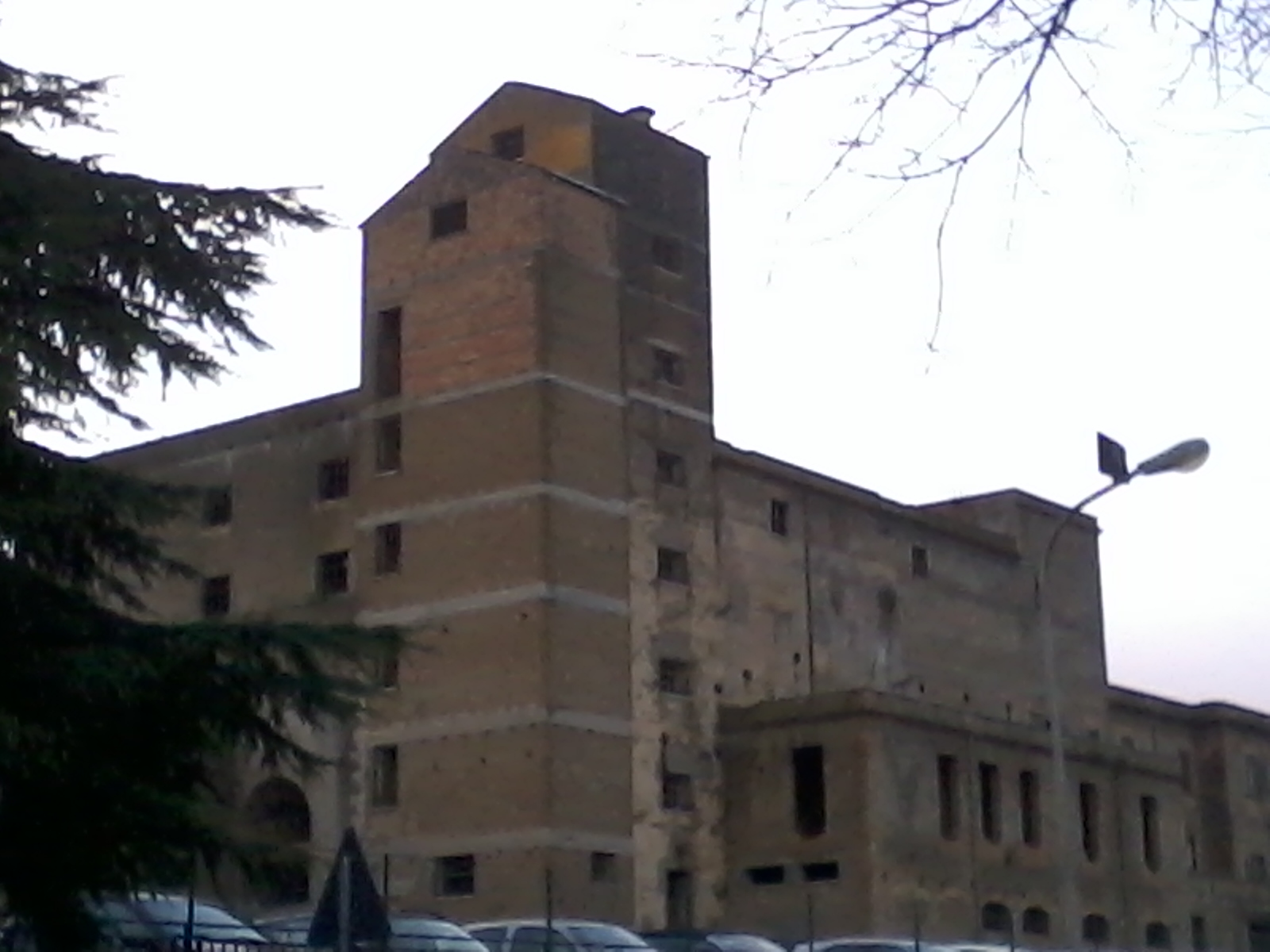
L'ex chiesa di Sant'Antonio

Nel XVIII secolo, i francescani entrarono in disaccordo con i Caetani, proprietari del convento, per questioni fiscali. Il complesso passò ad altri ordini, poi all'inizio del XIX secolo fu sequestrato dall'esercito napoleonico e destinato a caserma provvisoria. Tornato ai Caetani fu affidato alla locale parrocchia, quindi si tentò di far tornare i francescani, senza successo.
Nel 1848 la chiesa fu definitivamente sconsacrata. Per evitare razzie i Caetani portarono via le proprietà più preziose del luogo come l'antico altare maggiore donato alla chiesa di San Paolo a Tor Tre Ponti e le sue campane ospitate per lungo tempo nel campanile di Sermoneta.
In seguito, i Caetani trasformarono il convento in un magazzino di grano fino al 1934 quando lo vendettero alla famiglia Luiselli che lo ampliò e lo trasformò in un mulino.
Nel 1993 l'allora consiglio comunale approvò la demolizione del convento-mulino e la sua costruzione in quel luogo di un centro commerciale. L'intervento della locale sezione del WWF guidato da Maurizio Cippitani, riuscì a fermare la demolizione e far intervenire l'allora Ministro per i beni culturali e ambientali, Alberto Ronchey che nel 1995 imporrà all'intera area il vincolo di tutela
Nel corso degli ultimi vent'anni si è discusso sulla sua destinazione d'uso, giacché potrebbe costituire un esempio di archeologia industriale, oltre al suo importante prestigio culturale per la presenza degli antichi affreschi e per il fatto di costituire l'unica chiesa di Cisterna sfuggita ai bombardamenti alleati.
Il Convento occupa un ruolo importante nel folklore locale, è protagonista di numerose leggende tramandate oralmente all'interno delle famiglie della zona.
È l'abitazione del Monachitto, il fantasma di un frate che si aggira di notte nelle case della città, facendo sparire oggetti.
Si narra, anche, che quando i frati furono sfrattati, essi maledirono la famiglia Caetani e tutti coloro che avrebbero cercato di sfruttare economicamente la loro ex sede.
Le modalità attraverso le quali si è tentato il recupero e la riqualificazione dell'area, hanno spesso spaccato l'opinione pubblica locale. I diversi progetti presentati dalle varie giunte che hanno amministrato Cisterna dal 1995 al 2012 hanno spesso suscitato polemiche e dure reazioni, venendo spesso bocciati anche dal TAR o dalla Soprintendenza per i Beni Culturali del Lazio